# Университет ИТМО
Университет ИТМО (в советское время — ЛИТМО, Ленинградский институт точной механики и оптики) — российское федеральное государственное автономное учебное заведение высшего и послевузовского образования, с 2009 года — национальный исследовательский университет (НИУ). Основан в 1900 году в Санкт-Петербурге. Приоритетные направления вуза — информационные технологии, искусственный интеллект, фотоника, робототехника, квантовые коммуникации, трансляционная медицина, науки о жизни (Life Sciences), научная коммуникация. Команда ИТМО по спортивному программированию — единственный в мире семикратный чемпион крупнейшей международной студенческой олимпиады ICPC.
Вуз входит в топ-5 российских вузов по качеству бюджетного приёма, один из лидеров по уровню зарплат IT-выпускников. Лидер федеральных инициатив развития конкурентоспособности российских вузов — «Проекта 5—100» (2013—2020) и «Приоритет 2030» (с 2021 года). Входит в национальные и глобальные (ARWU, QS и THE) академические рейтинги. Так, с 2019 года представлен в первой сотне Шанхайского предметного рейтинга (ARWU) «Автоматизация и управление», с 2022-го — лидирует среди российских вузов в области «Nanoscience & Nanotechnology».

## История
Учебное заведение ведёт историю от 26 марта 1900 года, когда в Ремесленном училище цесаревича Николая было открыто Механико-оптическое и часовое отделение. После революции в 1917 году отделение выделилось в самостоятельное учебное заведение — Петроградское техническое училище по механико-оптическому и часовому делу и в 1920 году было преобразовано в Петроградский техникум точной механики и оптики (позже — Ленинградский); в 1920-х годах техникуму было предоставлено здание в Демидовом переулке (переулок Гривцова), современное главное здание на Саблинской улице (фасадом на Кронверкский проспект) было построено в 1970-е.
В 1930 году техникум был преобразован в Ленинградский учебный комбинат, который в 1933 году стал базой создания Ленинградского института точной механики и оптики (ЛИТМО).
В 1994 году учебное заведение получило статус университета, а в 2009 году — звание национального исследовательского университета.
По официальным данным, в конце 2021 года в Университете ИТМО обучалось около 14 тысяч студентов и работали более 1300 исследователей и преподавателей. 2016 году 19 сотрудников ИТМО наградили премией правительства РФ в области образования.С 1996 года бессменный ректор вуза — Владимир Васильев.
На 2022 год вуз имеет 12 корпусов, 6 общежитий, библиотека насчитывает 2,6 млн единиц хранения, работает три музея, издаётся десяток научных журналов, книги и учебные пособия.

## Современный университет

### Структура
Научно-образовательные подразделения ИТМО включают факультеты, центры, институты и лаборатории, которые во многом имеют общие образовательные и исследовательские функции. На начало 2022 учебного года их более 30-ти. Кафедры были реорганизованы в 2018-м, вместо них основная структурная единица — образовательная программа.
Научно-образовательные подразделения
- Мегафакультет компьютерных технологий и управления
  - Факультет систем управления и робототехники
  - Факультет программной инженерии и компьютерной техники
  - Факультет безопасности информационных технологий
  - Центр робототехники
  - Институт перспективных систем передачи данных
  - Институт интеллектуальных промышленных технологий
  - Центр химической инженерии
  - Студенческий вычислительный центр
- Физико-технический мегафакультет
  - Институт лазерных технологий
  - Международный научно-образовательный центр физики наноструктур
  - Научно-образовательная лаборатория "Техническое зрение"
  - Научно-образовательный центр фотоники и оптоинформатики
  - Физический факультет
- Мегафакультет трансляционных информационных технологий
  - Факультет информационных технологий и программирования
  - Международная лаборатория «Компьютерные технологии»
  - Институт дизайна и урбанистики
  - Школа разработки видеоигр
  - Факультет инфокоммуникационных технологий
- Мегафакультет наук о жизни
  - Научно-образовательный центр инфохимии
  - Факультет биотехнологий
  - Химико-биологический кластер
  - Факультет экотехнологий
- Факультет технологического менеджмента и инноваций
- Институт «Высшая инженерно-техническая школа»
  - Научно-исследовательский центр световодной фотоники
  - Инженерно-технологический центр Университета ИТМО
- Институт международного развития и партнерства
- Высшая школа цифровой культуры
- Национальный центр когнитивных разработок
  - Лаборатория композитного искусственного интеллекта
  - Научно-исследовательская лаборатория «Когнитивные технологии в промышленности»
- Образовательный центр «Энергоэффективные инженерные системы»
  - Межфакультетская лаборатория «Трансляционные технологии в образовании»

### Рейтинги
В 2013 году Университет ИТМО на конкурсной основе вошёл в программу повышения конкурентоспособности российских вузов среди ведущих мировых научно-образовательных центров «Проект 5—100», запущенный Министерством образования и науки. Вплоть до завершения проекта в 2020-м, университет входил в лидирующую группу, что гарантировало ему повышенное финансирование. Хотя российские вузы не попали в глобальную сотню Academic Ranking of World Universities (ARWU), QS World University Rankings (QS) и THE World University Rankings (THE), они значительно продвинулись в их отраслевых рейтингах, что Минобрнауки признало успешным результатом. Так, в сентябре 2016 года Университет ИТМО стал дебютантом мирового рейтинга THE в группе 350—400, в предметном рейтинге по компьютерным наукам занял 56 место и с тех пор держится в первой сотне. В июне 2017-го вуз впервые вошёл в мировой рейтинг QS на позиции 601—650, а в июне 2019 года поднялся в топ-500 (436 место). В августе 2018-го Университет ИТМО впервые дебютировал в Шанхайском рейтинге ARWU в группе 801—900. В июне 2019 года вошёл в топ-100 предметного рейтинга ARWU «Автоматизация и управление». К началу 2020-го ИТМО был представлен уже в 21 предметном рейтинге THE, QS и ARWU. В сентябре 2021 года университет впервые вошёл в группу 301—500 рейтинга QS по трудоустройству выпускников.
С 2021 года преемником «Проекта 5—100» стала новая федеральная программа по поддержке и развитию университетов «Приоритет 2030». Она также включает около сотни вузов, каждый из которых получил базовый годовой грант в размере 100 млн рублей. Дополнительные гранты распределены между 46 участниками по двум категориям — «Исследовательское лидерство» и «Отраслевое (территориальное) лидерство». Университет ИТМО входит в десятку вузов первой группы, которым полагается дополнительное финансирование на научно-технические разработки из федерального бюджета в размере 1 млрд рублей. По итогам 2022 года вуз занимает первое место в группе «исследовательское лидерство», на работу будет выделено 820 млн рублей. ИТМО заявляло направить эти средства на развитие квантовой сети, технологий диагностики здоровья, мониторинга технического состояния железных дорог.
| Название рейтинга / Год публикации                                        | 2011—2016                                                                 | 2017                      | 2018               | 2019              | 2020              | 2021            | 2022          |
| ------------------------------------------------------------------------- | ------------------------------------------------------------------------- | ------------------------- | ------------------ | ----------------- | ----------------- | --------------- | ------------- |
| Times Higher Education: World                                             | 351—400 (2016)                                                            | 501—600                   | 501—600            | 401—500           | 501—600           | 601—800         |               |
| Times Higher Education: Computer Science                                  | 56 (2016)                                                                 | 76                        | 71                 | 74                | 101—125           | 126—150         |               |
| Times Higher Education: Engineering & Technology                          |                                                                           | 301—400                   | 301—400            | 201—250           | 251—300           | 301—400         |               |
| Times Higher Education: Physical Sciences                                 |                                                                           | 401—500                   | 301—400            | 251—300           | 251—300           | 401—500         |               |
| Times Higher Education: Business and Economics                            |                                                                           |                           |                    |                   | 201—250           | 251—300         |               |
| Times Higher Education: Life Sciences                                     |                                                                           |                           |                    |                   | 301—400           | 301—400         |               |
| Times Higher Education: Emerging Economies (до 2018 — BRICS & EECA)       | 27 (2017)                                                                 | 27 (за 2017 вышел в 2016) | 57                 | 53                | 35                | 58              |               |
| QS World University Ranking                                               |                                                                           | 601—650                   | 511—520            | 436               | 360               | 365             | 359           |
| QS: Computer Science & Information Systems                                |                                                                           | 351—400                   | 251—300            | 101—150           | 101—150           | 74              | 79            |
| QS: Engineering — Electrical & Electronic                                 |                                                                           |                           | 351—400            | 201—250           | 201—250           | 201—250         | 151—200       |
| QS: Physics & Astronomy                                                   |                                                                           | 351—400                   | 351—400            | 251—300           | 201—250           | 201—250         | 151—200       |
| QS: Materials Science                                                     |                                                                           |                           |                    | 301—350           | 251—300           | 251—300         | 201—250       |
| QS: Mechanical, Aeronautical & Manufacturing Engineering                  |                                                                           |                           |                    | 351—400           | 301—350           | 251—300         | 201—250       |
| QS: Mathematics                                                           |                                                                           |                           |                    |                   | 351—400           | 251—300         | 251—300       |
| QS: Chemistry                                                             |                                                                           |                           |                    |                   | 451—500           | 351—400         | 301—350       |
| QS: Business & Management Studies                                         |                                                                           |                           |                    |                   |                   |                 | 451—500       |
| QS: Biological Sciences                                                   |                                                                           |                           |                    |                   |                   |                 | 601-640       |
| QS: Art & Design                                                          |                                                                           |                           |                    | 151—200           |                   |                 |               |
| QS University Ranking: EECA                                               | 91—100 (2014); 90 (2015); 81 (2016)                                       | 66                        | 56                 | 46                | 36                | 27              |               |
| QS University Ranking: BRICS                                              | 111—120 (2014); 99 (2015); 101—110 (2016)                                 |                           | 75                 | 64                | больше не выходит |                 |               |
| Academic Ranking of World Universities (ARWU)                             |                                                                           |                           | 801—900            | 801—900           | 901—1000          |                 |               |
| ARWU: Automation & Control                                                |                                                                           |                           | 76-100             | 76-100            | 76-100            | 76-100          | 76-100        |
| ARWU: Nanoscience & Nanotechnology                                        |                                                                           |                           | 201—300            | 201—300           | 201—300           | 201—300         | 201—300       |
| ARWU: Materials Science & Engineering                                     |                                                                           |                           | 301—400            | 301—400           | 401—500           | 301—400         |               |
| ARWU: Electrical & Electronic Engineering                                 |                                                                           |                           | 401—500            | 301—400           | 301—400           | 301—400         | 401—500       |
| ARWU: Computer Science & Engineering                                      |                                                                           |                           |                    |                   | 401—500           | 401—500         | 401—500       |
| ARWU: Management                                                          |                                                                           |                           |                    |                   | 301—400           | 401—500         | 401—500       |
| ARWU: Telecommunication Engineering                                       |                                                                           |                           |                    |                   | 151—200           | 151—200         | 201—300       |
| ARWU: Biological Sciences                                                 |                                                                           |                           |                    |                   |                   | 301—400         | 301—400       |
| U.S. News Best Global Universities: World                                 |                                                                           | 941                       | 816                | 752               | 718               | 675             |               |
| U.S. News Best Global Universities: Physics                               |                                                                           | 422                       | 391                | 337               | 311               | 239             |               |
| U.S. News Best Global Universities: Engineering                           |                                                                           |                           | 518                | 399               | 301               | 289             |               |
| U.S. News Best Global Universities: Electrical and Electronic Engineering |                                                                           |                           |                    | 215               | 139               | 150             |               |
| U.S. News Best Global Universities: Materials Science                     |                                                                           |                           |                    | 300               | 289               | 233             |               |
| U.S. News Best Global Universities: Chemistry                             |                                                                           |                           |                    | 606               | 534               | 547             |               |
| U.S. News Best Global Universities: Computer Science                      |                                                                           |                           |                    |                   | 350               | 300             |               |
| U.S. News Best Global Universities: Nanoscience and Nanotechnology        |                                                                           |                           |                    |                   | 164               | 163             |               |
| Webometrics: World                                                        | 1399/985 (янв/июл 2014); 1049/1019 (янв/июл 2015); 996/864 (янв/июл 2016) | 836/831 (янв/июл)         | 783/1367 (янв/июл) | 826/871 (янв/июл) | 839/814 (янв/июл) |                 |               |
| Webometrics: BRICS                                                        | 139 (июл 2014); 166/135 (янв/июл 2015); 100/97 (янв/июл 2016)             | 61/118 (янв/июл)          | 100/221 (янв/июл)  | 83/90 (янв/июл)   | 98/147 (янв/июл)  | 120/125 (янв)   | 127/127 (янв) |
| Webometrics: Russia                                                       | 13/8 (янв/июл 2014); 9/6 (янв/июл 2015); 7/6 (янв/июл 2016)               | 6/6 (янв/июл)             | 6/11 (янв/июл)     | 4/5 (янв/июл)     | 6/13 (янв/июл)    | 11/11 (янв/июл) | 11/9 (янв)    |
| Round University Ranking: World                                           | 587 (2015); 485 (2016)                                                    | 475                       | 495                | 445               | 360               | 324             | 294           |
| Round University Ranking: Technical Sciences                              | 340 (2015); 287 (2016)                                                    | 190                       | 159                | 168               | 92                | 41              |               |
| Round University Ranking: Natural Sciences                                | 413 (2015); 346 (2016)                                                    | 382                       | 432                | 393               | 413               | 355             |               |
| Round University Ranking: Life Sciences                                   | 538 (2016)                                                                | 394                       | 299                | 427               | 413               | 444             |               |
| Round University Ranking: Social Sciences                                 |                                                                           | 371                       | 292                | 399               | 469               | 435             |               |
| Round University Ranking: Humanities                                      |                                                                           |                           | 442                | 258               | 513               |                 |               |
| Round University Ranking: Countries Ranking (Russia)                      | 14 (2015); 8 (2016)                                                       | 9                         | 10                 | 9                 | 6                 | 7               |               |

| Название рейтинга / Год публикации                                                   | 2011—2016                                                              | 2017 | 2018 | 2019 | 2020 | 2021 | 2022  |
| ------------------------------------------------------------------------------------ | ---------------------------------------------------------------------- | ---- | ---- | ---- | ---- | ---- | ----- |
| Московский международный рейтинг вузов «Три миссии университета»                     |                                                                        |      | 245  | 243  | 219  | 270  |       |
| Рейтинг «Интерфакс»: Россия                                                          | 27—29 (2011); 18—22 (2012); 17 (2013); 17 (2014); 15 (2015); 12 (2016) | 7    | 9    | 9—10 | 11   | 11   | 11—12 |
| Рейтинг вузов по версии Forbes                                                       |                                                                        |      | 7    | 7    | 8    | 6    | 7     |
| Рейтинг 100 лучших вузов России — RAEX (до 2015 года — Эксперт РА)                   | 23 (2012—2013); 22 (2014—2015); 19 (2016)                              | 19   | 15   | 14   | 13   | 14   | 13    |
| Рейтинг качества приёма в вузы(вузы с набором больше 300 человек на бюджетные места) | 31 (2012); 37 (2013); 20 (2014); 11 (2015); 8 (2016)                   | 5    | 7    | 5    | 5    | 4    |       |

### Образовательная деятельность
В 2021-м средний проходной балл в вуз составил 93.7. На 2022 год в университете действует многоуровневая система высшего образования: 4-летний бакалавриат, 2-летняя магистратура и 3-4-летняя аспирантура. Руководство ИТМО озвучивало планы внедрить в ближайшие годы более гибкую систему «2 + 2 + 2»: первые два года студент обучается по широкой программе, ещё два получает узкую профессиональную подготовку, и 2-летняя магистратура адаптирует студента к рынку труда, новым направлениям и актуальным методам работы.
Студенты ИТМО могут подаваться на следующие стипендии: президента РФ, правительства РФ, правительства Петербурга, специальные стипендии в области математики, физики, в сфере информационных технологий, стипендия Учёного совета ИТМО, именные — Егора Гайдара, Юрия Маслюкова и Александра Солженицына. Студенты и сотрудники получают гранты на исследовательскую деятельность: внешние источники финансирования — президентские премии и гранты, гранты Фонда Потанина, конкурсы Фонда содействия инновациям, премия «Надежда России» и другие, внутриуниверситетские студенческие конкурсы — ITMO.Future и ITMO.Students. Исследовательские проекты преподавателей и обучающихся выигрывали в федеральных программах «Научные и научно-педагогические кадры инновационной России на 2007—2013 годы» и «Исследования и разработки по приоритетным направлениям развития научно-технологического комплекса России на 2014—2020 годы», получали мегагранты правительства РФ, гранты президента и гранты РФФИ.
С 2015 года ИТМО входит в национальную платформу «Открытое образование», которая может выдавать официальные документы о прохождении дистанционных курсов. С 2015 по 2022 год университет был партнёром площадки для онлайн-образования edX, разработанной Массачусетским и Гарвардским университетами. Самым востребованным глобальным курсом ИТМО стал How to Win Coding Competitions: Secrets of Champions об участии студентов вуза и их многократных победах в международной университетской олимпиаде по программированию ACM/ICPC. С 2019-го ИТМО совместно с ВШЭ и другими вузами в рамках федерального проекта «Кадры для цифровой экономики» работает над моделью цифровизации высшего образования. Проект подразумевает повсеместное внедрение современных технологий в образование, распространение онлайн-курсов и учебно-методических материалов, повышение цифровой грамотности студентов и преподавателей. Контрольной точкой проекта считается создание консорциума цифровых университетов, IT-индустрии и других партнёров.
В 2022 году ИТМО вошёл в первую тройку вузов, программы которых прошли профессионально-общественную аккредитацию Альянса в сфере искусственного интеллекта. C сентября 2022-го ИТМО является одним из пяти участников внутрироссийской программы академической мобильности ДВИЖ: партнёрские вузы на один семестр принимают 50 студентов и переводят 14 своих обучающихся.

### Научная деятельность
По данным Мониторинга эффективности образовательных организаций высшего образования, который ведёт Минобрнауки, в 2021 году показатель научно-исследовательской деятельности Университета ИТМО был в 35 раз выше российских медианных. Международная деятельность вуза, рассчитанная по проценту иностранных студентов, почти в 4 раза превысила средние показатели по России: численность зарубежных студентов на всех программах ИТМО составила более 21 %. Количество публикаций, индексируемых базами Web of Science, Scopus и РИНЦ, составило 8,47 единиц на одного научно-педагогического работника. В целом, наукометрические показатели университета за 2021 год превысили медианные значения в стране и регионе в несколько раз.
Статус национального исследовательского университета (НИУ) ИТМО присвоили в 2009 году. В вузовских национальных и международных научно-исследовательских центрах, институтах, лабораториях и кластерах проводятся исследовательские и опытно-конструкторские работы в области информационных технологий, фотоники, квантовой коммуникации, трансляционной медицины, оптоинформатики, урбанистики и по другим направлениям. В 2020-м частное и государственное финансирование научно-технической, инновационной и опытно-конструкторской деятельности университета составило 3,4 млрд рублей.
С 2010 года по инициативе правительства страны действует конкурс мегагрантов — открытый проект для привлечения в российские вузы ведущих учёных со всего мира. В первом конкурсе из 39 коллективов два были из ИТМО, они получили финансирование на два года от Минобрнауки. В 2013-м университет получил ещё два мегагранта.
В рамках «Проекта 5—100» в ИТМО были созданы международные научные подразделения (МНП) для коллабораций с учёными из иностранных научно-образовательных центров. На 2022 год в вузе действует 12 МНП, среди научных соруководителей которых есть учёные из США, Великобритании, Франции, Германии, Австралии, Китая и других стран.
| Год  | Страна         | Учёный                          | Область наук                                       | Направления научных исследований                                             |
| ---- | -------------- | ------------------------------- | -------------------------------------------------- | ---------------------------------------------------------------------------- |
| 2010 | Австралия      | Юрий Семенович Кившарь          | Физика                                             | Метаматериалы                                                                |
| 2010 | Нидерланды     | Слот Петер                      | Информационные технологии и вычислительные системы | Перспективные вычислительные технологии                                      |
| 2013 | Франция        | Ортега Мартинес Ромео Сальвадор | Компьютерные и информационные науки                | Робастные и адаптивные системы управления, коммуникации и вычисления         |
| 2013 | Ирландия       | Юрий Кузьмич Гунько             | Нанотехнологии                                     | Анизотропные и оптически-активные наноструктуры                              |
| 2016 | США            | Анвар Захидов                   | Нанотехнологии, Метаматериалы                      | Органо-неорганические материалы с интегрированными нанофотонными структурами |
| 2016 | Великобритания | Морис Сколник                   | Квантовая механика                                 | Гибридные состояния света в веществе в низкоразмерных квантовых материалах   |
|      | США            |                                 | Фотоника и оптоинформатика                         |                                                                              |
|      | Исландия       | Иван Андреевич Шелых            | Фотопроцессы в мезоскопических системах            |                                                                              |

С 2014-го работает Международный совет, который привлекает в вуз международных специалистов по ITMO Fellowship and Professorship Program: университет проводит открытый международный конкурс на три уровня позиций — Postdoc, Fellow и Visiting Professor. На 2022 год по этой программе в ИТМО работает 21 профессор и старший научный сотрудник.
В 2016 году университет получил медаль ЮНЕСКО «За вклад в развитие нанонауки и нанотехнологий» с формулировкой "За уникальную среду в вузе: наука — образование — инновации. В том же году выпускник ИТМО Андрей Бреслав аннонсировал новый язык программирования Kotlin. Уже в 2017-м Google объявил Kotlin главным языком программирования Android-приложений наряду с Java.
С 2017 года ИТМО (и ещё 18 российских вузов) имеет право присуждать учёные степени. На 2022 год в университете действуют 22 диссертационных совета по 28 научным специальностям.
С 2017 года в ИТМО развивает экспериментальное междисциплинарное направление инфохимии, включающее изучение сложных систем с применением химии, биологии и информационных технологий. Научно-образовательный центр по этому направлению был образован в 2019-м при консультировании лауреата Нобелевской премии по химии Жан-Мари Лен; центром руководит химик Екатерина Скорб. В 2022-м вуз запустил первую в России программу бакалавриата и англоязычную магистратуру по инфохимии. Осенью 2021 года на средства Минобрнауки в ИТМО были открыты лаборатория инфохимии и лаборатория композитного ИИ и интеллектуальных технологий. А в 2018-м на базе ИТМО начал работу Национальный центр когнитивных разработок, занимающийся развитием когнитивных технологий и машинного обучения под руководством профессора Александра Бухановского.
Университет организует и принимает олимпиады, форумы, конгрессы и научно-практические конференции, в том числе международные (Sensorica, «Фундаментальные проблемы оптики»). Среди ежегодных мероприятий вуза — Конгресс молодых учёных для студентов и аспирантов, конференция ITMO Open Science (День науки) — первые два года научно-технические разработки представляли в музее современного искусства «Эрарта», в 2022-м мероприятие было оформлено в формате научного рок-фестиваля. ИТМО ежегодно организует конференцию «Майоровские чтения» на английском языке для исследований в области кибербезопасности, мультимедийных технологий, компьютерных систем и сетей. В 2019 году университет выиграл у швейцарских и греческих вузов право принимать XX международную химическую конференцию по растворной химии Sol-Gel Conference. В мае 2020 года ИТМО выступил онлайн-площадкой для одного из крупнейших научных мероприятий по теории управления European Control Conference. Конференция собрала почти 400 докладчиков из 47 стран. ИТМО выступает площадкой для проведения международных олимпиад для школьников по математике, информатике и программированию и соревнований для поступления в магистратуру Open Doors, в которых ежегодно участвуют около трёх тысяч человек.

### Инновационная деятельность
В 2022 году ИТМО занял восьмую строчку по инновациям в национальном рейтинге университетов по версии «Интерфакса». В ноябре 2022 года ИТМО был назван лучшим вузом в области интеллектуальной собственности по версии конкурса Intellectual Property Russia Awards 2022.
Многие научные сотрудники и студенты старших курсов работают на малых инновационных предприятиях (МИП), действующих при ИТМО с 2009 года. На 2022-й на базе университета существует 10 таких предприятий. С 2015 по 2019 год в ИТМО действовала программа поддержки стартапов и МИП, запущенная немецкой компанией SAP. Студенты получали доступ к отраслевой экспертизе, компания помогала выводить продукты студентов на различные рынки.
С 2010 по 2017 год Университет ИТМО был партнёром программы EURECA (Enhancing University Research and Entrepreneurial Capacity), целью которой было повысить взаимодействие американских и российских вузов в области инновационных технологий, в том числе развитие предпринимательского потенциала региональных отечественных университетов. Программу поддерживали Американо-Российский фонд по экономическому и правовому развитию (USRF) и UCLA.
С 2012 года при участии ИТМО работает один из первых в стране стартап-акселераторов iDealMachine (iDM). В 2015-м шведская компания UBI Global признала iDM третьим лучшим акселератором в Европе и пятым в мире. С 2012-го университет финансирует и поддерживает участников своей международной стартап-школы SumIT. В 2015-м SumIT вошёл на позиции 50—42 в международный рейтинг университетских инкубаторов и акселераторов UBI Global Benchmark.
В 2012 году Университет ИТМО и американский RSV Venture Partners создали акселератор IT-инноваций и фонд, бюджет которого подразумевал инвестиции до $6 млн'. С 2013 года ИТМО — венчурный партнёр «РВК» и Фонда развития интернет-инициатив (ФРИИ), с которым вуз начал открывать бизнес-акселераторы в регионах, а уже в 2015-м ФРИИ запустил в ИТМО свой курс интернет-предпринимательства, разработанный совместно с Минобрнауки.
Бизнес-инкубаторы ИТМО также работают с 2012 года, самый первый обучал технологическому предпринимательству и разработке бизнес-моделей. В 2016 году этот проект ИТМО вошёл в список лучших университетских инкубаторов по версии UBI Global, а через год выиграл премию «Инкубатор года» от ФРИИ. В 2017-м его преемником стал университетский Центр технологического предпринимательства.
В 2014 году ИТМО вместе с Политехническим университетом, бизнес-инкубатором «Ингрия» и компанией Xmas Ventures учредил международный проект Demola, в котором студенты разрабатывают инновационные продукты под запросы компаний. С того же года в университете действует площадка ОЛИМП (Открытая лаборатория идей, методик и практик) для занятий и практических работ по робототехнике, 3D-моделированию и программированию. С 2015-го в Технопарке ИТМО работает мастерская-лаборатория с коворкингом FabLab (fabrication laboratory) с бесплатными высокотехнологичными материалами и оборудованием (например, 3D-принтеры MakerBot Replicator 5 GEN и Picaso Designer, 3D-сканер Artec Eva, лазерный гравер GCCSpirit LS40, УФ-принтер Roland LEF-12, фрезерный станок Roland MDX-40A).
Весной 2015 года ИТМО запустил бизнес-акселератор Future Technologies для стартапов в области приборостроения, робототехники, оптики и фотоники, биотехнологий и энергоэффективности. Предполагалось привлекать проекты, работающие с новыми материалами и альтернативной энергетикой. Летом того же года первые студенческие проекты были представлены на международной конференции Russia-EU Startup Match-making Event в Брюсселе.
В 2015—16 годах был открыт собственный венчурный фонд ITMO Venture Partners для проектов в области здравоохранения, межмашинного взаимодействия и инновационных направлений. С 2021 года существует ITMO Venture Consulting Group, которая помогает стартапам выйти на глобальный рынок. А с 2017-го университет реализует собственную сетевую программу стартап-школ ITMO.Regions. С 2017 по 2020-й ИТМО участвовал в европейском проекте Smart Up BSR по технологическому преобразованию стран Балтийского моря.
Прикладные разработки
В 2015 году магистрантка Мария Боровкова и инженер-исследователь Святослав Гусев на международных конференциях в Германии представили результаты применения терагерцевого светового излучения в анализах крови и неинвазивном измерении уровня глюкозы в организме. В октябре того же года международный коллектив учёных, в котором был сотрудник ИТМО Алексей Сергушичев, выявил механизм, позволяющий раковым клеткам менять свои предпочтения в питательных ресурсах на примере одного из самых распространённых типов рака — рака лёгкого. Научная статья опубликована в журнале Molecular Cell. На выставке SLUSH 2015 студенты представили гидрогель, способный аккумулировать от 3 до 10 литров воды в одном грамме вещества. Сорбент может применяться в сельском хозяйстве как добавка в почву для регулирования режима подачи воды к растениям.
В 2017 году доклад программиста ИТМО Максима Буздалова и профессора парижской Ecole Polytechnique Бенджамина Доерра стал лучшим на берлинской конференции по эволюционным вычислениям (GECCO). В том же году учёные ИТМО выяснили, что кремниевые наночастицы могут эффективно разрушать раковые опухоли. В 2019-м совместный международный научный коллектив исследовал возможность использования ДНК-наномашин для распознавания раковых клеток.
Во время эпидемии коронавируса учёные из Университета ИТМО и Института Вейцмана в Израиле совместно запатентовали альтернативный метод цифровой ПЦР-диагностики. В 2021—22 годах научные работники физического факультета усовершенствовали метод беспроводного питания аппаратов МРТ и изобрели компактный сканер для исследования молочных желез. В 2022-м в ИТМО создали материал для медицинских швов, состоящих из паутинного шёлка. Такие нити позволяют отследить попадание в рану патогенов.

### Сотрудничество

#### Академическое сотрудничество
На 2022 год ИТМО имеет более 120 вузов-партнёров по всему миру. С 2014-го открываются офисы-представительства в других странах. Первым стал офис в Брюсселе, после — в итальянском городе Ареццо (2015). Университет взаимодействует с партнёрами через представительства Россотрудничества в разных странах, например, в Монголии, Казахстане, Беларуси, Молдове и Китае.
С 2019-го действует договор об обмене для магистров и аспирантов с Университетом Лотарингии во Франции, работают совместные образовательные программы (СОП) с вузами из Германии, Финляндии, Эстонии и других стран (с марта 2022 года некоторые из них приостановили своё партнёрство с российскими вузами). С февраля 2022-го ИТМО сотрудничает с Центром международных программ Казахстана: казахстанские студенты смогут учиться в российском вузе по национальной стипендии «Болашак». ИТМО входит в Ассоциацию технических университетов России и Китая — некоммерческая организация, объединяющая на добровольных началах технические университеты двух стран и предполагающая обмен студентами и преподавателями. Учреждена в 2011 году на базе Харбинского политехнического Университета и МГТУ им. Баумана. Вуз реализует семь СОП по информационным и оптическим технологиям с китайским Чанчуньским политехническим университетом.

#### Бизнес-партнёрство
IT-сфера
Среди партнёров вуза — отечественные IT-гиганты и российские представительства международных технологических компаний. В 2011 году генеральный директор Mail.Ru Group Дмитрий Гришин возглавил кафедру интернет-технологий (реорганизована одновременно с другими кафедрами). Mail.ru предоставила университету онлайн-курс по инженерии облаков и ряд стипендий для стартапов, а студенты и сотрудники ИТМО получили возможность пользоваться продуктами Mail.ru Cloud Solutions и стажироваться в компании. В 2020-м университет совместно с «Яндексом» запустил набор на магистратуру «Аналитика данных».
В 2013-м, после пятой победы в чемпионате мира по программированию ACM ICPC, вуз подписал сотрудничество с Минобороны по созданию программного обеспечения для беспилотников и военной робототехники. В том же году министр Сергей Шойгу предложил работу в научной роте как альтернативу службе в армии.
В 2016—17 годах ИТМО и компания-разработчик Acronis создали проектную лабораторию по хранению и обработке Big Data, использованию искусственного интеллекта и защите информации. В 2017-м немецкая компания SAP оборудовала в университете центр инноваций Next-Gen Lab. Компания также предоставила российским студентам доступ к 600 онлайн-курсам.
В 2018—19 годах университет подписал ряд соглашений со Сбербанком и Сбертехом по разработке IT-решений в финансовом секторе, стажировке студентов и повышении квалификации сотрудников банка в ИТМО. С 2020 года «Сбер» и ИТМО реализуют несколько совместных магистерских программ. Весной 2020-го МТС и ИТМО представили совместную акселлерационную программу для стартапов в сфере 5G-технологий, две команды-победителя которой стали резидентами MTS StartUp Hub и получили гранты по 500 тысяч рублей. Осенью того же года партнёры запустили совместное направление магистратуры по технологиям ИИ и открыли специализированную лабораторию. В мае 2021-го ИТМО и Ростелеком открыли научно-образовательный центр для тренировки предотвращения хакерских атак. В 2021—22 годах ИТМО совместно с разработчиком ПО Napoleon IT открыл магистерские программы по компьютерному зрению и подготовке инженеров по машинному обучению.
Промышленность
Университет много лет сотрудничает с крупными петербургскими компаниями: ЦНИИ «Электроприбор», ЛОМО, «ЭВРИКА», ВНИИМ имени Менделеева, ГОИ и другими. В разное время зарубежными партнёрами вуза были General Motors, PPG, Samsung Electro-Mechanics, Nokia и други.
В 2013-м ИТМО стал партнёром Северо-Западного центра трансфера технологий (СЗЦТТ) — проекта «Роснано» и Ленобласти по развитию и выводу на рынок инновационных нанопродуктов. В 2018-м вуз совместно с компанией-разработчиком научного оборудования Diakont открыли несколько научных лабораторий и совместную сетевую магистратуру. В 2019-м при поддержке Siemens в ИТМО открылась лаборатория «Когнитивные технологии в промышленности», которая занимается проектированием цифрового ассистента медоборудования компании. В 2020 году ИТМО открыл для французской компании Schneider Electric корпоративную магистратур «Индустриальные киберфизические системы» и общую образовательную программу «Производственные киберфизические системы».
Один из наиболее крупных российских партнёров вуза — «Газпром нефть» — в 2020-м инициировал создание первой в России магистратуры по беспилотному транспорту. Компания также спонсировала исследовательский центр «Сильный искусственный интеллект в промышленности», открывшийся на базе ИТМО в 2021 году. В июле 2022-го «Газпром нефть» запустила в университете лабораторию инновационной химии для нефтяной и смежных промышленностей. Летом 2022-го ИТМО в числе других вузов стал победителем федерального проекта по организации передовых инженерных школ (ПИШ), на реализацию проекта партнёры вуза «Татнефть» и «Газпром нефть» заложили 2 млрд рублей.
Квантовая сеть
Проект использования методов квантовой криптографии для защищённой передачи данных был представлен на Международном конгрессе «Оптика-XXI век» в ИТМО в октябре 2014 года, развитием занималось МИП «Квантовые коммуникации». В том же году учёные запустили между корпусами первую в России двухузловую километровую квантовую сеть. Основной конкурент ИТМО в этой области — Российский квантовый центр (РКЦ), проложивший в том же году участок между московскими зданиями Газпромбанка, с 2015-го РКЦ работает с Ростехом.
В 2016-м исследователи ИТМО предложили новый способ повышения устойчивости фотонов к передаче, что ускоряло их передачу. Совместно с коллегами из шотландского университета Хериот-Ватт российские учёные представили прототип системы квантовой коммуникации, способный передавать однофотонные сигналы по оптоволоконной сети дальше 250 километров. Летом того же года ИТМО совместно с Казанским квантовым центром КНИТУ-КАИ впервые в России объединили четыре узла квантовой сети. Пилотный участок сети был проложен между корпусами КНИТУ-КАИ, скорость генерации просеянных квантовых последовательностей достигала 117 кбит/c.
В сентябре 2016-го Университет ИТМО продал бо́льшую часть своей доли в МИП «Квантовые коммуникации» компании «Неотех» за $500 тысяч, что стало первой в стране сделкой по продаже доли университетского МИП венчурному инвестору. С 2017 по 2020 специалисты ИТМО были в команде разработчиков квантового шифрования дата-центров Минобрнауки, на проект министерство выделило 160 млн рублей.
В 2020-м университет получил грант в размере 300 млн рублей на создание аппаратно-программного решения «Квантовая коммуникационная платформа цифровой экономики». Конкурс проводил РВК по предложению Минкомсвязи для РЖД. Дорожная карта предусматривает строительство 7 тысяч км линий квантовых линий к 2024 году. Общий размер вложений составит более 19 млрд рублей, из которых 13 млрд — средства федерального бюджета и 6,5 млрд — деньги РЖД и других частных инвесторов. Летом 2021-го вошла в эксплуатацию первая линия квантовой связи между Москвой и Санкт-Петербургом протяжённостью 700 км. Это самая длинная в Европе и вторая по величине в мире пилотная квантовая сеть. Разработчики планируют использовать квантовые технологии для безопасной передачи данных госструктур, банков, а также внедрить сети в интернет вещей и управление беспилотным транспортом.
На ПМЭФ 2022 Центр компетенций НТИ «Квантовые технологии» при МГУ предложил создать национальную квантовую сеть. Реализация проекта начинается с объединения локальных сетей ИТМО и МГУ.

## Резонансные события
Ранее в университете работал Константин Коротков, которого Комиссия по борьбе со лженаукой отмечает как псевдоучёного.
В 2022 году власти России запретили на 30 лет въезд в страну члену международного совета Университета ИТМО Эндрю Вахтелю за его сотрудничество с британской организацией «Открытая демократия» и Бард-колледжем, спонсируемыми фондом Джорджа Сороса (признаны нежелательными на территории РФ).

## Спортивное программирование
Команда Университета ИТМО с 1999 года регулярно участвует в чемпионате мира по программированию ICPC (ACM ICPC до 2017-го) — крупнейшей студенческой командной олимпиаде, и занимает призовые места. Первый чемпионский кубок ИТМО заработал в 2004 году. В 2013-м вуз первым в России принял финал ACM ICPC: тогда в отборочных раундах участвовали 2322 университета, в чемпионат прошли 120 команд из 36 стран мира, в том числе 15 из России, а победу в соревнованиях вновь одержала команда ИТМО.
В 2015-м Владимир Путин во время выступления на ПМЭФ поздравил команду ИТМО с шестикратной победой. В 2017-м ИТМО стал семикратным чемпионом соревнований и до 2022-го остаётся самой титулованной командой чемпионата. В октябре 2021-го команда ИТМО получила золото, заняв третье место на финале ICPC в Москве.
Помимо ICPC студенты университета неоднократно участвовали и побеждали в других чемпионатах по программированию. В открытом чемпионате «Яндекс.Алгоритм» студенты взяли в 2013-м золото и серебро, а в 2014-м — золотую награду.
Сборную тренируют двукратный чемпион турнира Геннадий Короткевич и его бессменный наставник Андрей Станкевич.
| Год  | Место проведения финала | Место                      | Состав команды                                      | Тренер                                |
| ---- | ----------------------- | -------------------------- | --------------------------------------------------- | ------------------------------------- |
| 2020 | Россия, Москва          | 3 место, золотая медаль    | Дмитрий Саютин, Арсений Кириллов, Николай Будин     | Геннадий Короткевич, Андрей Станкевич |
| 2019 | Португалия, Порту       | 17 место                   | Станислав Наумов, Роман Коробков, Илья Подуременных | Андрей Станкевич                      |
| 2018 | Китай, Пекин            | 9 место, бронзовая медаль  | Илья Збань, Иван Белоногов, Михаил Путилин          | Андрей Станкевич                      |
| 2017 | США, Рапид-Сити         | 1 место, золотая медаль    | Владимир Смыкалов, Иван Белоногов, Илья Збань       | Андрей Станкевич                      |
| 2016 | Таиланд, Пхукет         | 7 место, серебряная медаль | Антон Ковшаров, Владимир Смыкалов, Адам Бардашевич  | Андрей Станкевич                      |
| 2015 | Марокко, Марракеш       | 1 место, золотая медаль    | Артем Васильев, Борис Минаев, Геннадий Короткевич   | Андрей Станкевич                      |
| 2014 | Россия, Екатеринбург    | бронзовая медаль           | Борис Минаев, Артем Васильев, Адам Бардашевич       | Андрей Станкевич                      |
| 2013 | Россия, Санкт-Петербург | 1 место, золотая медаль    | Михаил Кевер, Геннадий Короткевич, Нияз Нигматуллин | Андрей Станкевич                      |
| 2012 | Польша, Варшава         | 1 место, золотая медаль    | Евгений Капун, Михаил Кевер, Нияз Нигматуллин       | Андрей Станкевич                      |
| 2009 | Швеция, Стокгольм       | 1 место, золотая медаль    | Владислав Исенбаев, Максим Буздалов, Евгений Капун  | Андрей Станкевич                      |
| 2008 | Канада, Банфф           | 1 место, золотая медаль    | Дмитрий Абдрашитов, Дмитрий Паращенко, Федор Царев  | Андрей Станкевич                      |
| 2007 | Япония, Токио           | 3 место, золотая медаль    | Искандер Акишев, Михаил Дворкин, Роман Сатюков      |                                       |
| 2005 | Китай, Шанхай           | 3 место, золотая медаль    | Павел Маврин, Сергей Оршанский, Дмитрий Павлов      | Андрей Станкевич                      |
| 2004 | Чехия, Прага            | 1 место, золотая медаль    | Дмитрий Павлов, Павел Маврин, Сергей Оршанский      | Андрей Станкевич                      |
| 2003 | США, Беверли-Хиллс      | 3 место, золотая медаль    | Тимофей Бородин, Александр Штучкин, Евгений Южаков  |                                       |
| 2001 | Канада, Ванкувер        | 3 место, золотая медаль    | Георгий Корнеев, Денис Кузнецов, Андрей Станкевич   |                                       |
| 2000 | США, Орландо            | серебряная медаль          | Георгий Корнеев, Денис Кузнецов, Андрей Станкевич   |                                       |
| 1999 | Нидерланды, Эйндховен   | 3 место, золотая медаль    | Александр Волков, Матвей Казаков, Владимир Левкин   |                                       |

## Научная коммуникация
В рамках популяризации науки университет в 2015 году открыл первый в России Центр научной коммуникации (ЦНК) — это структурное подразделение, задача которого развивать профессию научного коммуникатора в стране. Центр занимается образовательной, исследовательской и издательской деятельностью. В 2016 году ЦНК совместно с «Лекториумом» запустил первый массовый открытый онлайн-курс по популяризации науки. Первый директор центра Дмитрий Мальков в 2016-м стал соучредителем Ассоциации коммуникаторов в сфере образования и науки (АКСОН, ликвидирована в 2022 году).
В 2016 году центр запустил первую в России магистерскую программу по научной коммуникации. Выпускники работают в известных научно-образовательных организациях, как Эрмитаж, образовательный центр «Сириус», компания «Биокад», Политехнический музей, создают и продвигают научно-популярные медиапроекты, в том числе Science Slam, проекты фонда «Не напрасно», подкаст о критическом мышлении «КритМышь» и многое другое. Вторая специализированная программа по научной коммуникации в социологии «Наука и технологии в обществе» была запущена совместно с ЕУ в 2019 году. В 2018-м из неё выделилась отдельная и тоже первая в России магистратура Art&Science, а в 2022-м появилось направление Public Health Sciences.
В рамках проекта «Коммуникационная лаборатория» РВК центр в 2016—17 годах проводил комплексное исследование состояния научной коммуникации в России; изучает отечественные лучшие практики сайкомма и публикует результаты в виде ежегодных сборников «Формула научного PR». В 2017 году ЦНК ИТМО в сотрудничестве с РВК и издательством «Альпина Нон-Фикшн» выпустили первые пособия по научной коммуникации и научной журналистике на русском языке: «Научная коммуникация: руководство для научных пресс-секретарей и журналистов» Мэттью Шипмана, «Полевое руководство для научных журналистов» Деборы Блюм и «Пособие по общественным связям в науке и технологиях» Массимилиано Букки.
Научно-коммуникационная деятельность регулярно приносит университету награды. ИТМО ежегодно входит в лидеры рейтинга активности пресс-служб российских вузов, а в 2018 году получил гран-при национальной премии за успехи в области научной коммуникации «Коммуникационная лаборатория».

## ИТМО Хайпарк

### Проект и документация
Идея создать инновационный центр ИТМО в городе-спутнике Южный была впервые озвучена в 2015-м, когда университет подписал договор о строительстве «Иннограда науки и технологий» с правительством Петербурга, «Роснано» и компанией «Старт девелопмент». Через год ИТМО показал первые чертежи кампуса на участке в 100 га и подал заявку в Минобрнауки на его финансирование. Премьер-министр Дмитрий Медведев представил проект научно-производственного центра под названием «ИТМО Хайпарк» в 2017 году на форуме «Открытые инновации». Согласно документации, на территория Хайпарка включает научные центры, бизнес-инкубаторы, производственные кластеры и 50 международных лабораторий. Расходы на строительство оценили в 41 млрд рублей, из которых 53 % ложится на федеральный бюджет, 12 % — региональный, 35 % — частные инвестиции.
В 2018 году губернатор Петербурга Георгий Полтавченко представил проект инновационного комплекса на РИФ и ПМЭФ и договорился с гендиректором Южного и главой РФПИ об инфраструктуре города-спутника. Конкурс на разработку архитектуры и планировки Хайпарка был объявлен осенью того же года, на него выделили 63 млн рублей. Автором главного плана всего комплекса стало московское архитектурное бюро RTDA. В июле 2019-го архитектурное бюро «Студия 44» выиграла конкурс по проектированию технопарка с начальной ценой 260 млн рублей. В том же месяце архитектурно-планировочное решение Хайпарка стало финалистом Всемирного фестиваля архитектуры — крупнейшей мировой архитектурной премии.
В мае 2020 года Градостроительный совет Санкт-Петербурга утвердил проект комплекса зданий Хайпарка, а в марте 2021-го государственная экспертиза одобрила планы строительства главного корпуса и семи общежитий. В конце 2021 года из бюджета страны и города на строительство поступило 3 и 2 млрд рублей соответственно. В октябре 2022 года Правительство РФ выделило ещё 6,8 млрд рублей на создание первой очереди кампуса. С апреля 2022-го совет директоров проекта возглавляет министр образования и науки Валерий Фальков.

### Структура
Проект Хайпарка включает в себя новый кампус и технологическую долину площадью около 57 га, а также бизнес-парк с инкубатором и центр обработки данных. На 2022 год планируется, что в кампусе будут учиться 3,6 тысяч студентов и трудоустроены около 12 тысяч специалистов. Технологическая долина Хайпарка — это особая зона, предназначенная для объектов научной, инновационной, производственной инфраструктуры.
В 2021 году администрация вуза сообщила, что первая очередь кампуса должна быть окончена к концу 2024-го. Согласно документации, сначала будут построены учебный корпус, общежитие, студенческий клуб и улично-дорожная сеть. В объекты второй очереди войдут научные центры, второй корпус общежитий, спорткомплекс и бизнес-инкубатор; третьей — Национальный центр урбанистики, центр обработки данных, бизнес-инкубатор на территории бизнес-парка и социальная инфраструктура города-спутника Южный.
В феврале 2022-го началось строительство очистных сооружений и инженерных сетей. В июле АО «ИТМО Хайпарк» получило разрешение на возведение учебного корпуса и общежития. Строительство первых объектов научно-образовательного комплекса должно начаться в конце 2022 года. В ноябре «Водоканал Санкт-Петербурга» подключил территорию к водоснабжению. Однако в том же месяце «ИТМО Хайпарк» отменил конкурс на выполнение работ по первому этапу строительства из-за пересчёта стоимости госзакупок. Новая смета будет учитывать повышение цены стройматериалов и пройдёт повторную госэкспертизу.
В январе был выбран подрядчик строительства первой очереди — «ПолитехСтрой», известный реконструкцией здания консерватории и бывший подрядчик Политехнического музея.

## Внеучебная активность
В университете работают студенческие объединения: советы обучающихся, в том числе совет иностранных студентов, профкомы и профбюро, старостаты, клубы (молодёжно-симфонический оркестр, лига КВН, медиа «Мегабайт»), добровольческий центр и другое.
В университете два актовых зала на 500 мест, танцевальные студии, комнаты со звукоизоляцией для занятий вокалом и звукозаписи. Студенческие коллективы выступали в БКЗ «Октябрьский», театрах «Мюзик-Холл» и «Балтийский дом».
С 2014-го университет ежегодно проводит городскую велопрогулку с ректором. Спортивная инфрастуктура ИТМО включают три комплекса и спортивно-оздоровительный центр «Ягодное» на берегу озера Берестовое, для соревнований вуз арендует крупные площадки, включая дворец спорта «Юбилейный». Студенческий спортклуб называется «Кронверкские барсы». ИТМО выдаёт спортивные стипендии. С 2016 по 2021-й клуб пять раз выигрывал в номинациях конкурса «Лучший студенческий спортивный клуб России». В июне 2021-го «Кронверкские барсы» получили 15-миллионный грант от Минобрнауки на организацию физкультурно-спортивной работы среди вузов, включая киберспорт. К началу 2023 года за счет этих грантовых средств открылся первый в Санкт-Петербурге центр развития студенческого киберспорта.
Весной 2022 года ИТМО стал участником проекта FISU Healthy Campus от Международной федерации студенческого спорта по популяризации здорового образа жизни среди студентов.
Осенью 2019 года студент факультета программной инженерии и компьютерной техники Клим Гаврилов стал чемпионом первых в истории Международных автоспортивных игр, которые проводит FIA Motorsport Games (аналог Олимпийских игр в автоспорте). Гаврилов завоевал золотую медаль в классе туринг и принёс России победу в общем зачёте.

## Персоналии

### Известные выпускники
Помимо упомянутых в разделе «Почётные доктора»
- Геннадий Короткевич, многократный чемпион турниров по программированию[293]
- Андрей Бреслав, создатель языка программирования Kotlin и онлайн-сервиса по подбору психологов Alter[294]
- Кирилл Григорьян, стрелок, бронзовый призёр летних Олимпийских игр 2016 года в стрельбе из винтовки лёжа, заслуженный мастер спорта России
- Игорь Николаев, актёр театра и кино, режиссёр
- Владимир Сергеевич Барсуков, российский криминальный авторитет, лидер Тамбовской организованной преступной группировки

### Почётные доктора
- Аскар Акаев — выпускник ЛИТМО (1968), профессор, иностранный член РАН (2000), первый президент Киргизии
- Никлаус Вирт — профессор компьютерных наук, почетный доктор РАН
- Джозеф Гудмен[англ.] — доктор электротехники (Стэнфордский университет), экс-главный редактор журнала Американского оптического общества (JOSA)
- Юрий Денисюк — член РАН, выпускник ЛИТМО (1954), один из основоположников оптической голографии
- Роберт Кан — изобретатель протоколов TCP и IP
- Илья Клебанов — полномочный представитель президента в СЗФО (2003—2011), генеральный директор ОАО «ЛОМО» (1992—1997)
- Мейер Бертран — профессор, заведующий кафедрой Software Engineering в ETH Zurich
- Михаил Мирошников — научный консультант кафедры Компьютерной фотоники, член-корреспондент РАН
- Гурий Петровский — профессор, генеральный директор ВНЦ «ГОИ им. С. И. Вавилова» (1994—2002)
- Дмитрий Сергеев — первый заместитель губернатора Санкт-Петербурга, выпускник ЛИТМО (1963)
- Бьёрн Страуструп — профессор Техасского университета A&M, магистр информатики Орхусского университета, создатель языка C++
- Джон Хопкрофт — специалист в области теории вычислительных систем Корнеллского университета
- Клаус-Петер Цохер — профессор кафедры технологии факультета машиностроения Технического университета Ильменау